# 스페이스 인터내셔널
스페이스 인터내셔널(Space International)은 시스템 소프트웨어와 보안 소프트웨어를 취급하는 대한민국 주식회사이다. 본사는 서울시 구로동에 위치해 있다. 하드디스크의 자료 완전 삭제, 데이터 복구, 가상 드라이브 유틸리티, 보안 솔루션 소프트웨어 등의 응용 소프트웨어를 판매한다. 가상 드라이브 유틸리티 가운데 하나인 시디스페이스로 잘 알려져 있는 회사이다.

## 같이 보기
- 시디스페이스